# Brochiraja
Brochiraja — род скатов семейства Arhynchobatidae отряда скатообразных. Это хрящевые рыбы, ведущие донный образ жизни, с крупными, уплощёнными грудными плавниками в форме ромба и выступающим рылом. Рот поперечный или выгнут в виде арки. На вентральной стороне диска расположены 5 жаберных щелей, ноздри и рот. На тонком хвосте имеются латеральные складки. У этих скатов 2 редуцированных спинных плавника и редуцированный хвостовой плавник. Эндемики вод, омывающих Новую Зеландию. Встречаются на глубине до 1460 м. Максимальная зарегистрированная длина 80 см. Откладывают яйца, заключённые в четырёхконечную роговую капсулу.
Название рода происходит от слов лат. brochus — «выступ» и  лат. raja — «хвостокол».

## Классификация
В настоящее время к роду относят 8 видов:
- Brochiraja aenigma Last & McEachran, 2006
- Brochiraja albilabiata Last & McEachran, 2006
- Brochiraja asperula (Garrick & Paul, 1974)
- Brochiraja heuresa  Last & Séret, 2012
- Brochiraja leviveneta  Last & McEachran, 2006
- Brochiraja microspinifera  Last & McEachran, 2006
- Brochiraja spinifera  (Garrick & Paul, 1974)
- Brochiraja vittacauda  Last & Séret, 2012